# Changhe
Changhe (en chino, 昌河; pinyin, Chānghé) es una compañía de automóviles basada en Jingdezhen City, provincia de Jiangxi, China. La compañía está actualmente en un "joint venture" con Suzuki Motor Corporation de Japón para formar la Jiangxi Changhe Suzuki Automobile Company.
Changhe Suzuki exporta dos de sus vehículos a México a través del importador Viribus, el Ideal, M50S y Friend/Fuga.  También exporta a Guatemala a través de Grupo Autocraft
El Ideal también se vende en Uruguay y Brasil bajo la marca EFFA, y será próximamente ensamblado en Uruguay para su venta a Uruguay, Brasil y Argentina. 
La compañía es subsidiaria de la Changhe Aircraft Industries Corporation.

## Todos los modelos
- Changhe A6
- Changhe Beidouxing (Changhe Big Dipper)
- Changhe Freedom M50

### Antiguos modelos
- Changhe Ideal
- Changhe Freedom
- Changhe Freedom M60
- Changhe Freedom M70
- Changhe Fuyun
- Changhe Haitun
- Changhe Q25
- Changhe Q35
- Changhe Q7
- Changhe Changlingwang (CH6353)/ Changhe CH6321B

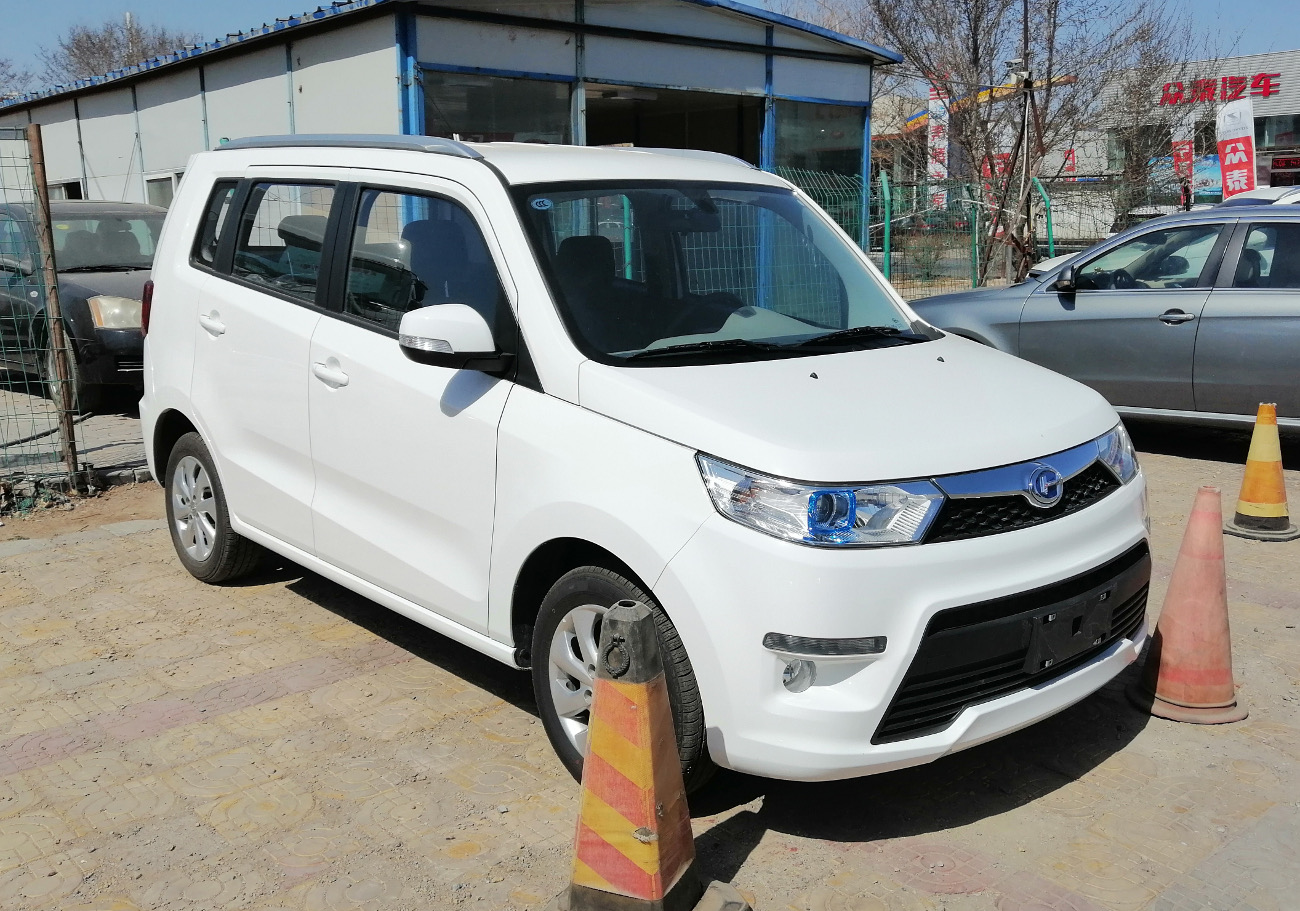
Changhe Beidouxing II
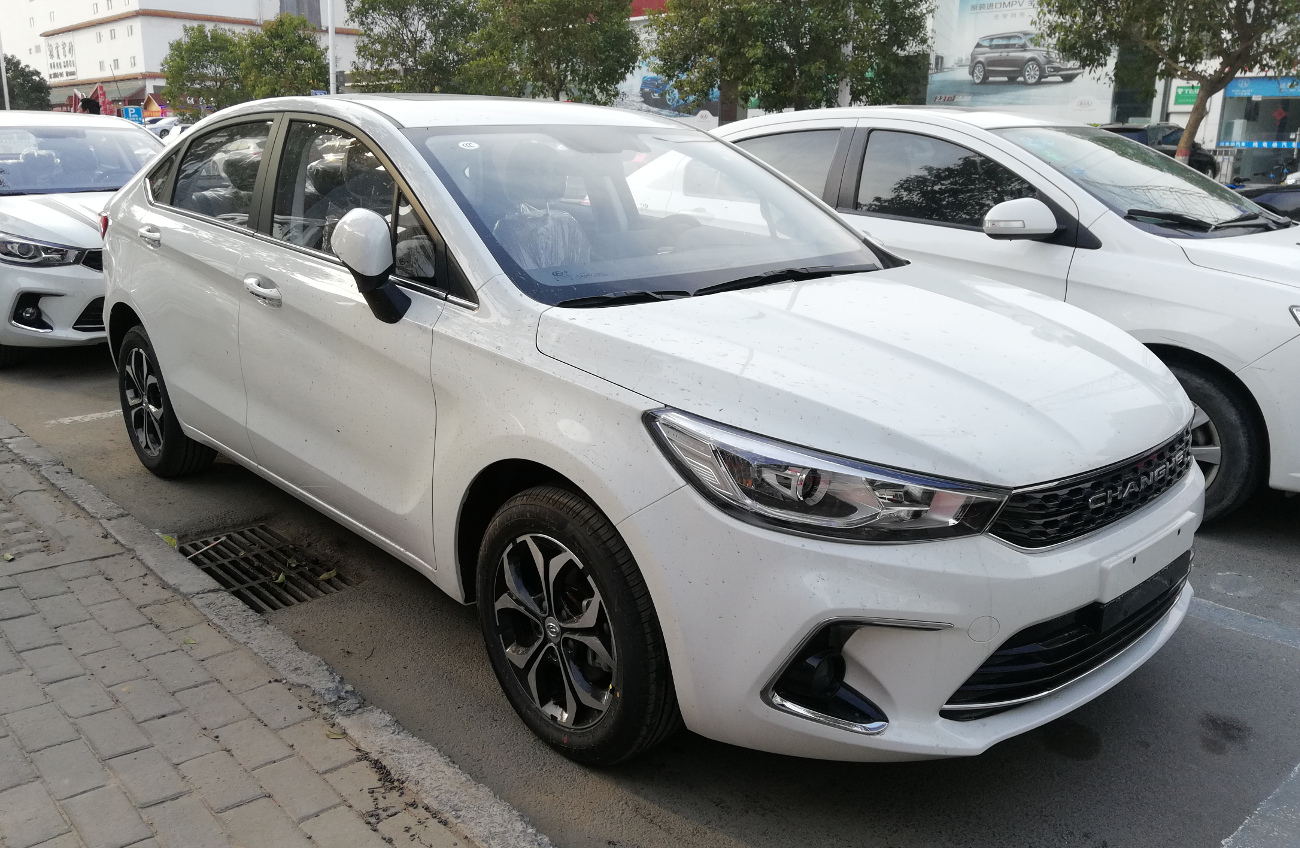
Changhe A6
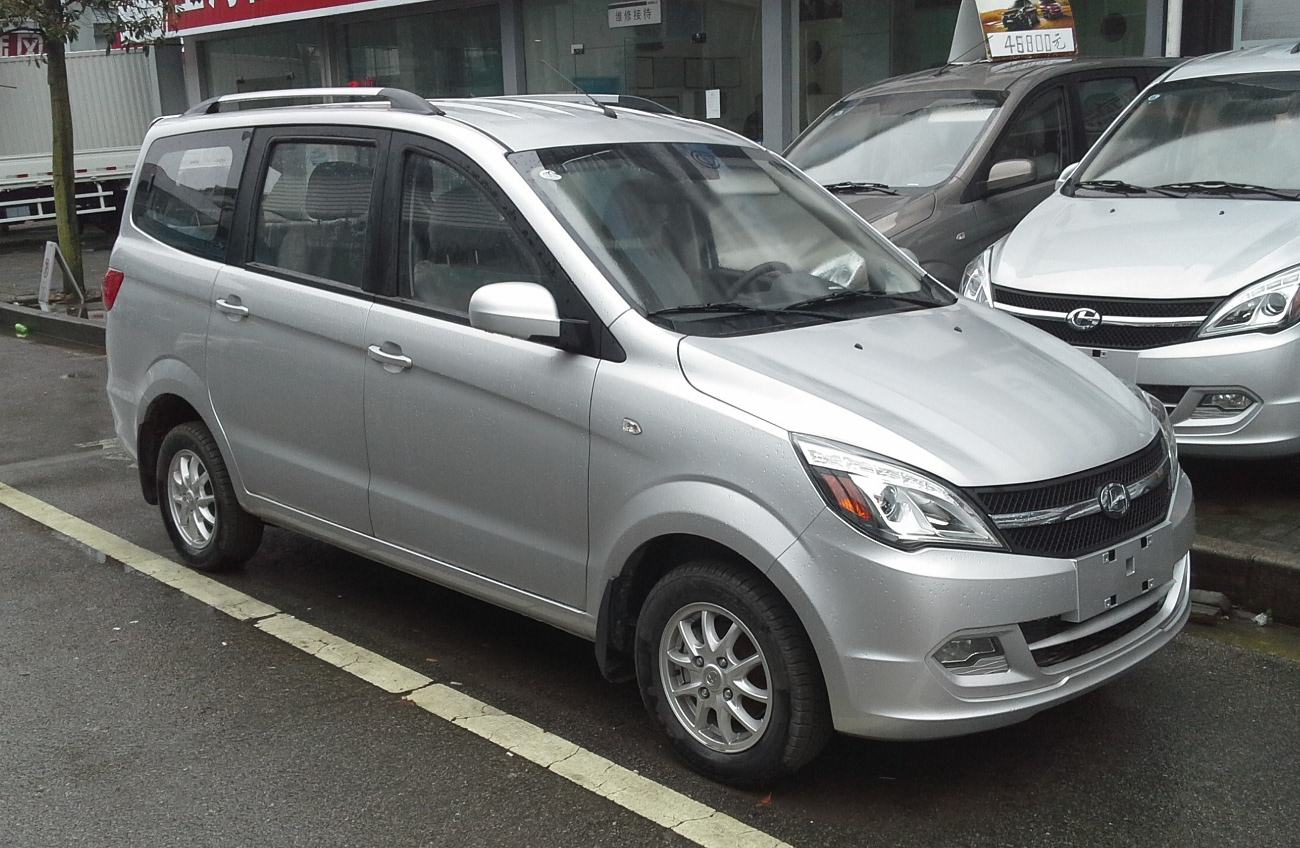
Changhe Freedom M50
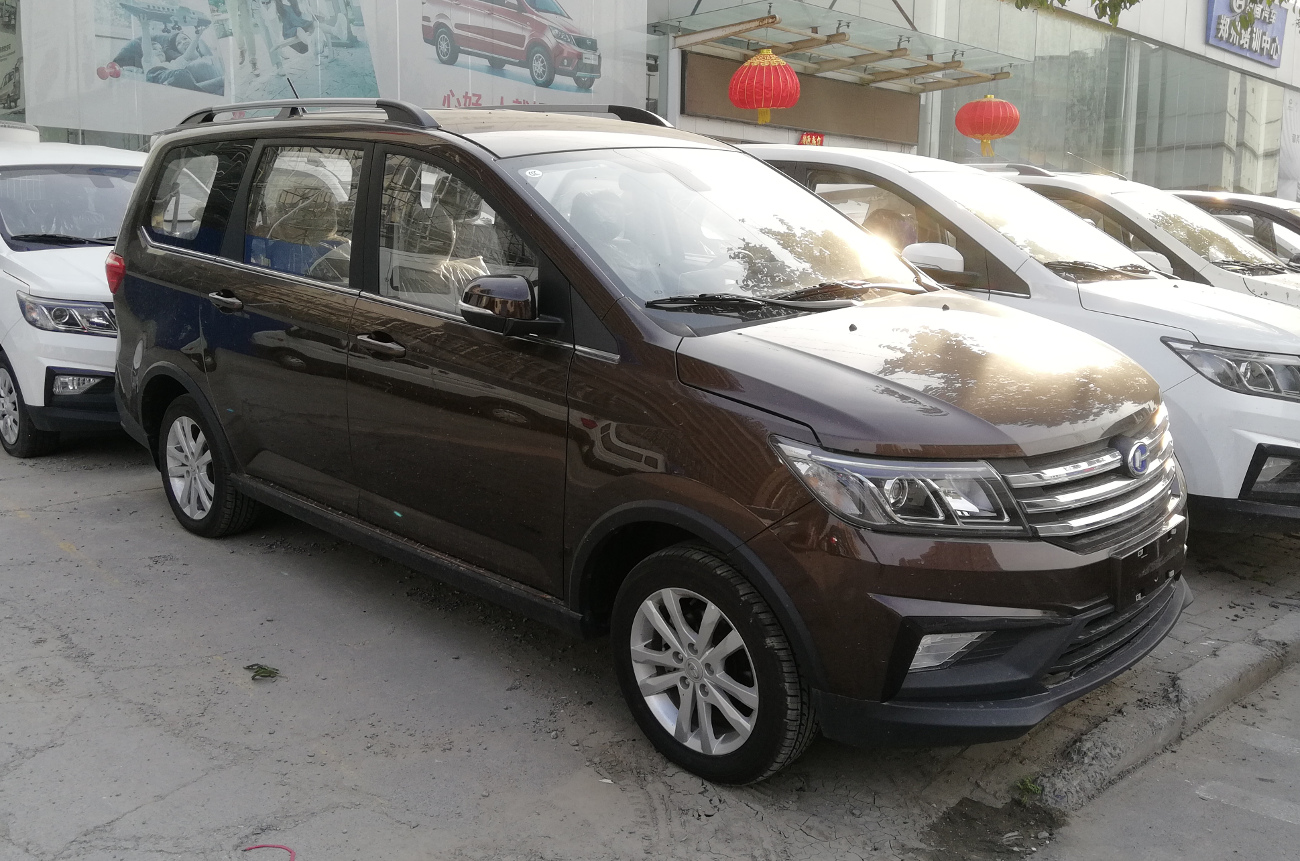
Changhe Freedom M70
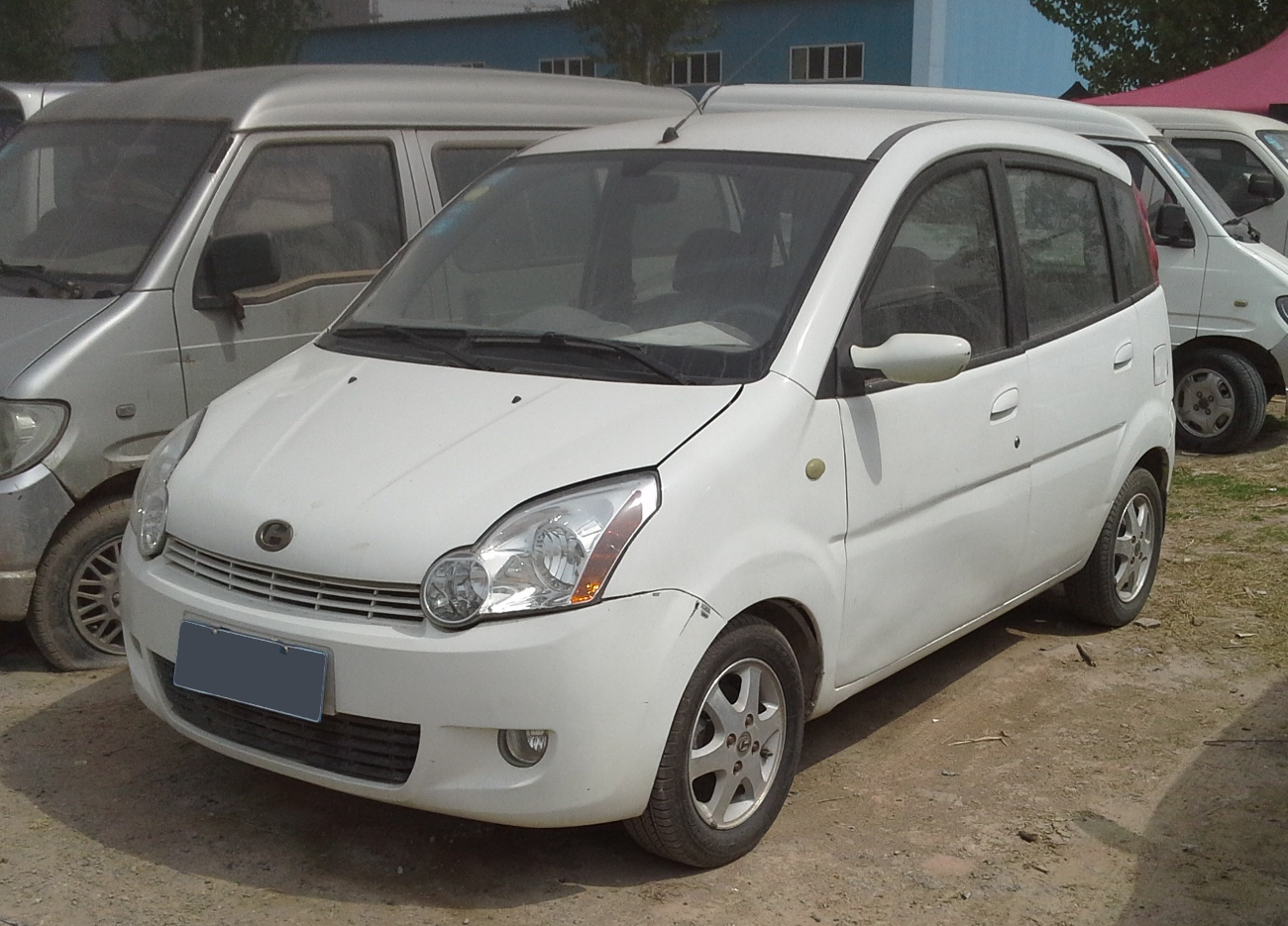
Changhe Ideal II
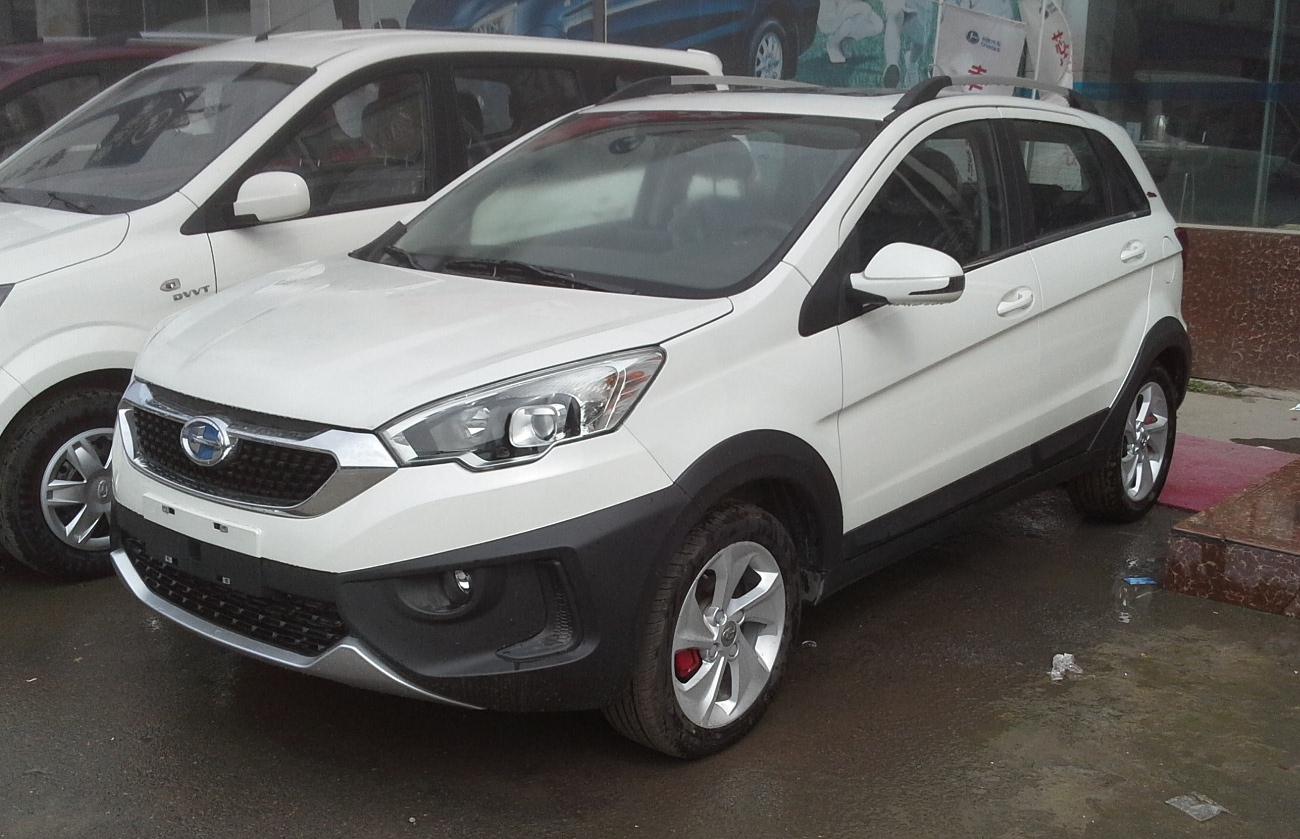
Changhe Q25
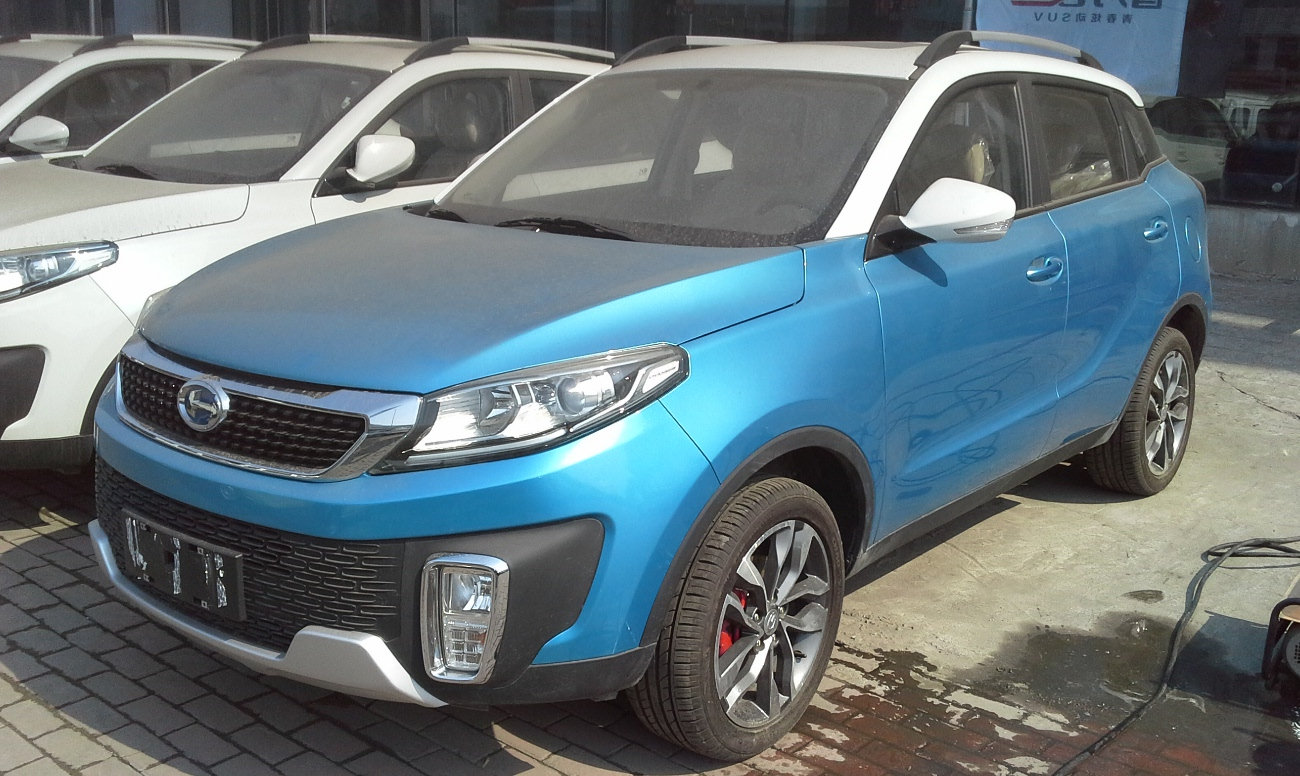
Changhe Q35
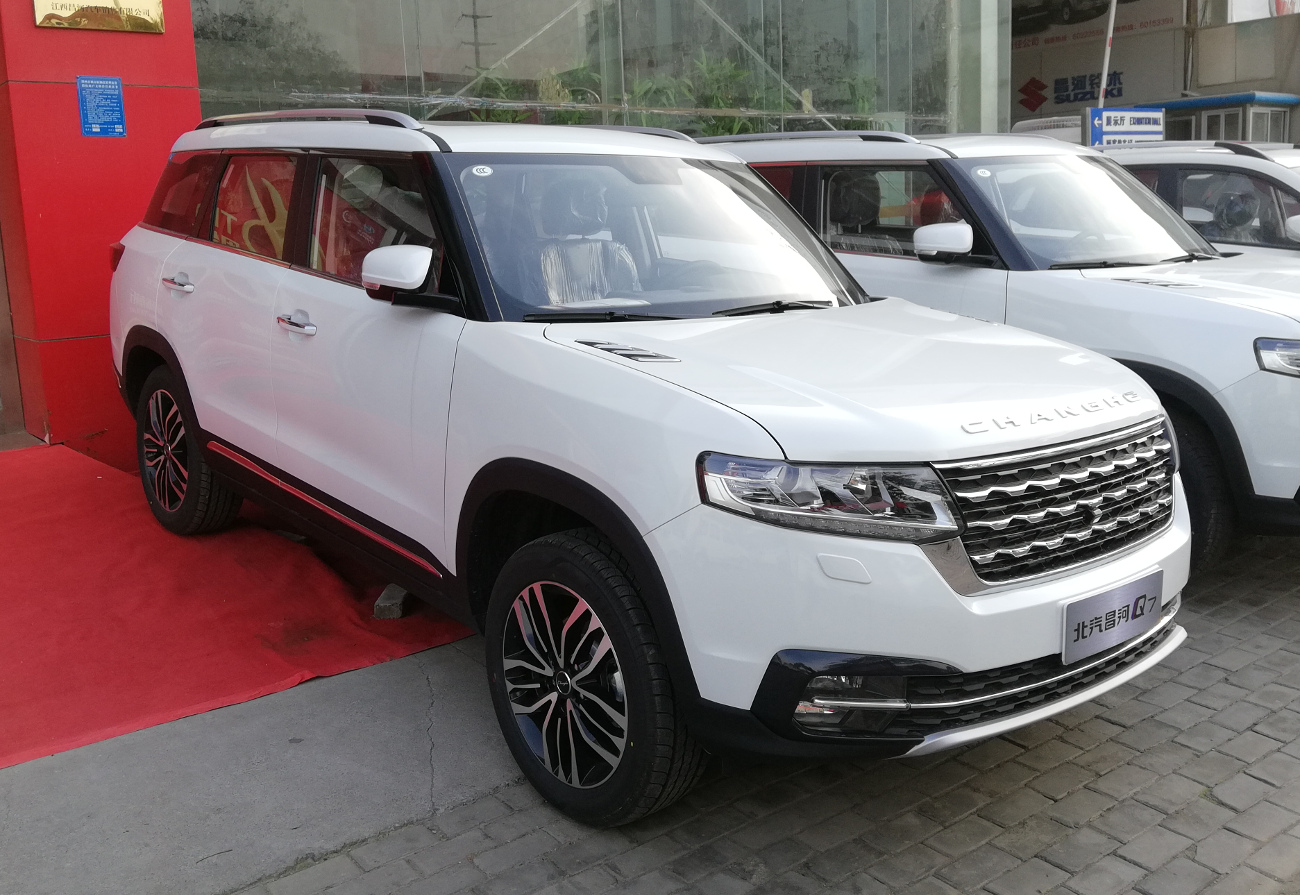
Changhe Q7